# Aeonium praegeri
Aeonium praegeri là một loài thực vật có hoa trong họ Crassulaceae. Loài này được G.Kunkel miêu tả khoa học đầu tiên năm 1969.